# Augusto Pierantoni
Augusto Pierantoni (Chieti, 1840. június 20. – Róma, 1911. március 12.) olasz jogtudós, szenátor, római egyetemi tanár.

## Életpályája
Szülővárosában és Nápolyban tanult. 1860-ban beállt önkéntesnek Giuseppe Garibaldi seregébe és a volturnói csata után a nápolyi közoktatásügyi miniszter titkára lett, majd ugyanily minőségben a torinói államminisztériumba nevezték ki. Ekkor írta  Su la pena di morte és Il progresso del diritto pubblico e delle genti című műveit. Ezt követően a modenai egyetemre a nemzetközi jog tanárává nevezték ki. Katedráját csakhamar elhagyta és részt vett az 1866. évi hadjáratban, amelynek befejeztével ismét visszatért az egyetemre, ahonnan 1870-ben Nápolyba helyezték át. 1883-ben képviselő, 1885-ben szenátor lett. Az 1896-ban Budapesten tartott nemzetközi békekongresszuson az olasz szenátust képviselte.

## Díjai, elismerései
- 1885 óta az oxfordi egyetem tiszteletbeli doktora.
- A Magyar Tudományos Akadémia tiszteleti tagja (1904)

## Írásai
- La storia degli studi del diritto internazionale (1869);
- La chiesa cattolica nel diritto comune (1870);
- Trattato de diritto internazionale (Róma 1876);
- Il diritto internazionale civile nel Codice francese e nell'italiano (uo. 1878);
- La pena di morte negli Stati stranieri (uo. 1880);
- Il Senato e le leggi sociali (uo. 1886);
- Dell'insequamento nazionale (uo. 1887);
- Sul duello (uo. 1888);
- Della nullita' del testamento (2. kiad., uo. 1890) stb.